# Battaglie di Wenden (1577-1578)
Con battaglie di Wenden si indica una serie di scontri combattuti nell'ambito della prima guerra del nord nel 1577 e nel 1578 per il controllo della roccaforte e dell'insediamento oggi noto come Cēsis, nell'attuale Lettonia. Magnus di Livonia prese di mira la città nell'agosto 1577, ma a seguito della sua insubordinazione fu deposto e sostituito dalle forze russe condotte dallo zar Ivan IV, che alla fine saccheggiò Wenden e il castello al termine di una battaglia che assunse una grande valore simbolico. Le forze polacche, tuttavia, riconquistarono la roccaforte a novembre e respinsero un contrattacco russo effettuato nel febbraio del 1578.
Nell'ottobre dello stesso anno, l'esercito dello zar cinse nuovamente d'assedio Wenden, ma fu sbaragliato dalle truppe ausiliarie della coalizione svedese-tedesca-polacca giunte in soccorso. Ciò segnò un importante punto di svolta nella guerra di Livonia, in quanto lo Zarato di Russia dovette pian piano cominciare a cedere il passo alla più organizzata alleanza composta da Svezia, Confederazione polacco-lituana e mercenari di varie regioni dell'Europa centrale. In occasione della riacquisizione della Livonia, crollò definitivamente il progetto di dare vita a un regno cliente guidato da Magnus, fuggito nel frattempo in Curlandia.

## Contesto storico
Nel 1570 e nel 1571, Ivan IV, detto il Terribile, affrontò delle ribellioni interne nello Zarato culminate con il massacro degli abitanti di Novgorod e con l'incendio di Mosca scatenato dai tartari di Crimea. Malgrado tale situazione, lo zar riuscì a sedare nel 1572 le minacce e a riprendere le sue campagne nella guerra di Livonia, scoppiata nel 1558. L'assedio di Wesenberg effettuato dalla Svezia nel 1574, una delle potenze ostili alla Russia nel corso del conflitto, terminò con un insuccesso e non arrestò l'avanzata di Ivan IV. Quest'ultimo aveva stravolto l'andamento del conflitto introducendo una nuova strategia, la quale passava per il reclutamento di decine di migliaia di cosacchi e tartari tra le sue truppe per ottenere la superiorità sui suoi avversari. A differenza della coalizione che si opponeva allo zar, a cui partecipava anche la Confederazione polacco-lituana, Ivan preferì impiegare un gran numero di truppe native della sua terra anziché rivolgersi a qualche migliaio di mercenari professionisti provenienti dall'Europa centrale. Le forze degli zar giunsero alle porte di Reval (Tallinn) scontrandosi con gli svedesi, imperversarono nell'Estonia danese e raggiunsero anche la città di Dünaburg (Daugavpils), situata in una zona centrale della Livonia e dal 1561 sottoposta all'autorità della Confederazione polacco-lituana ai sensi del trattato di Vilnius. I territori conquistati si sottomisero a Ivan o al suo vassallo, Magnus del Casato degli Oldenburg, che fu dichiarato re di Livonia nel 1570.
L'anno 1576 segnò il culmine della campagna di Ivan e altre 30 000 forze russe attraversarono la Livonia nel 1577. Magnus decise di allontanarsi dall'orbita della Russia e iniziò ad agire in maniera autonoma suscitando le ire di Ivan IV nello stesso anno. Quando Kokenhusen (Koknese) si sottomise a Magnus nella speranza di sfuggire all'esercito di Ivan IV, lo zar giunse a saccheggiare la roccaforte e giustiziò i suoi comandanti tedeschi. La campagna si concentrò dunque su Wenden (Cēsis, Võnnu), "il cuore della Livonia", che in quanto antica capitale della Terra Mariana non assumeva solo una grande importanza strategica, ma valeva pure moltissimo a livello simbolico.

### 1577

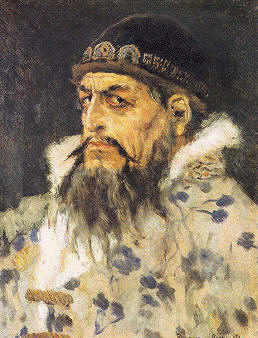
Ivan IV di Russia

Nell'estate del 1577, Magnus di Livonia cinse d'assedio Wenden, mentre l'esercito di Ivan IV apparve davanti alle mura della stessa città alla fine di agosto. Stavolta lo zar fu in grado di intercettare Magnus dopo che questo era sfuggito in passato e procedette a catturarlo, dopodiché saccheggiò l'insediamento e pose d'assedio al castello. Gli ultimi 300 difensori, uniti agli uomini, donne e bambini sopravvissuti, si ritirarono nella torre principale del castello e morirono a causa di un'esplosione accidentale di polvere da sparo immagazzinata nella torre. Secondo un'altra ricostruzione, si suicidarono collettivamente facendosi saltare in aria con 1,8 kg di materiale esplosivo, forse perché alla guarnigione era stato «promesso un terribile destino» dallo zar in risposta al fatto che avevano osato sparare contro di lui con i cannoni. A seguito di questi eventi, Wenden cadde in mano a Ivan a settembre e divenne la sede di quattro voivodi di recente nomina che avrebbero dovuto amministrare la provincia per conto della Russia.
Il sacco di Wenden ebbe un impatto enorme agli occhi dei sovrani dell'Europa orientale, i quali rimasero sorpresi e preoccupati dalla grande avanzata di Ivan. Dei suoi avversari nella guerra di Livonia, Giovanni III di Svezia era rimasto in possesso della sola Tallinn, Stefano I Báthory di Polonia deteneva soltanto Riga, Federico II di Danimarca era stato confinato sull'isola di Øsel (Ösel, Saaremaa) e Magnus di Livonia, sebbene rilasciato da Ivan, aveva abdicato nel 1578 e si era ritirato a Piltene, in Curlandia. Il controllo dello zar su quasi tutta la Livonia e l'Estonia appariva assicurato dalla presenza di 22 000 uomini in totale.

### 1578

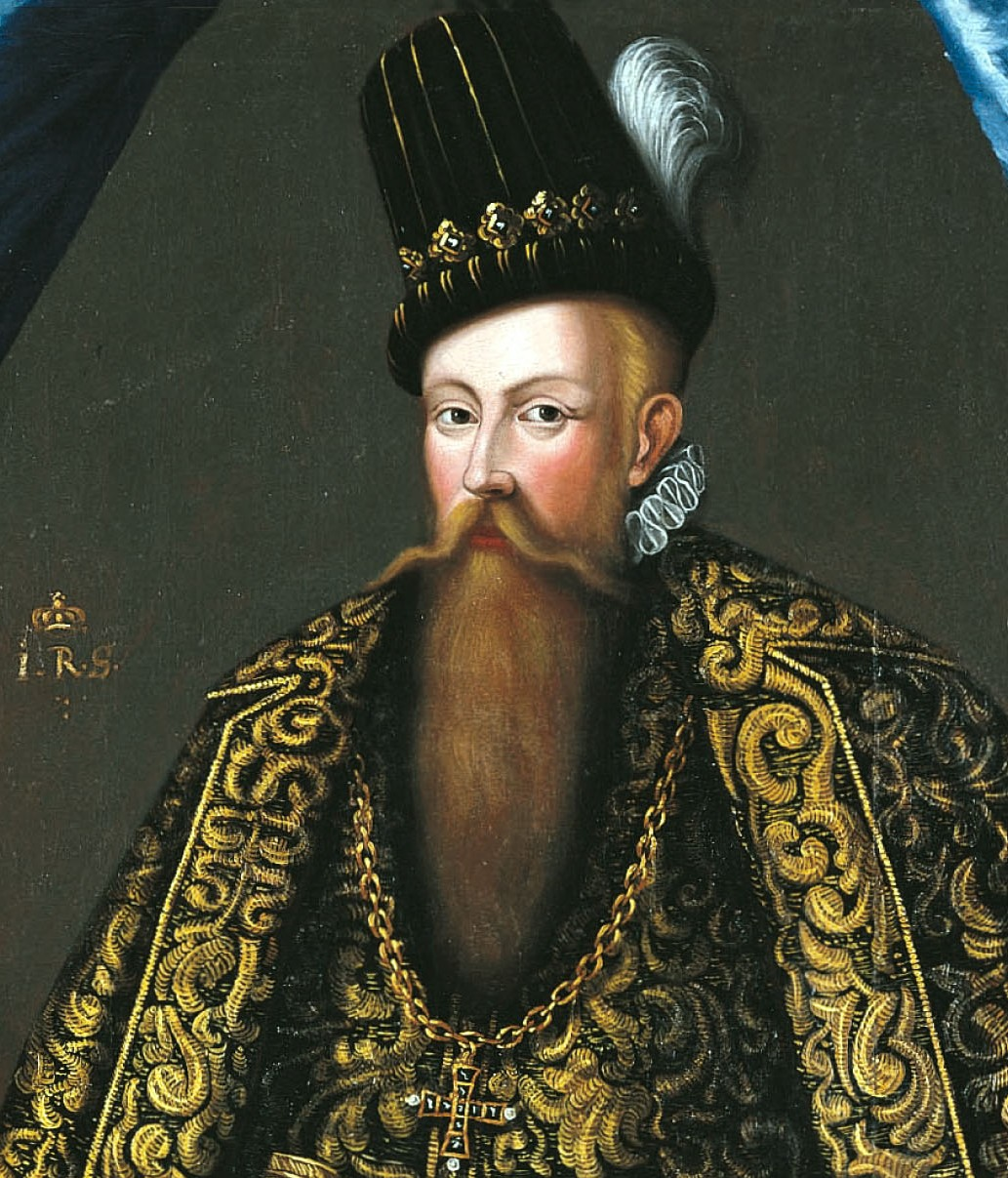
Giovanni III di Svezia

Giovanni III e Stefano Báthory avevano suggellato un'alleanza contro Ivan IV nel dicembre 1577, dopo che Báthory aveva concluso la guerra di Danzica. Già nel mese di  novembre, le forze lituane avevano iniziato un'offensiva da sud e catturato Dünaburg (Daugavpils). In seguito, sempre durante la stessa avanzata, la forza polacco-svedese espugnò la città è il castello di Wenden all'inizio del 1578. Il tentativo delle forze russe di riconquistare la postazione perduta a febbraio fallì.
Una successiva offensiva svedese si diresse verso varie località, incluse Leal (Lihula), Lode (Koluvere), Hapsal (Haapsalu), Pernau (Pärnu), Dorpat (Tartu) e Novgorod. A settembre, Ivan tentò di arrestare i progressi della coalizione a lui ostile inviando un folto esercito composto, stando a quanto riferito dalla cronaca di Balthasar Russow, di 18 000 uomini. Grazie a un simile dispiegamento di uomini, lo zar si assicurò Oberpahlen (Põltsamaa), difesa dalla Svezia, e si preparò a marciare verso il successivo obiettivo, ovvero Wenden.

## Battaglia

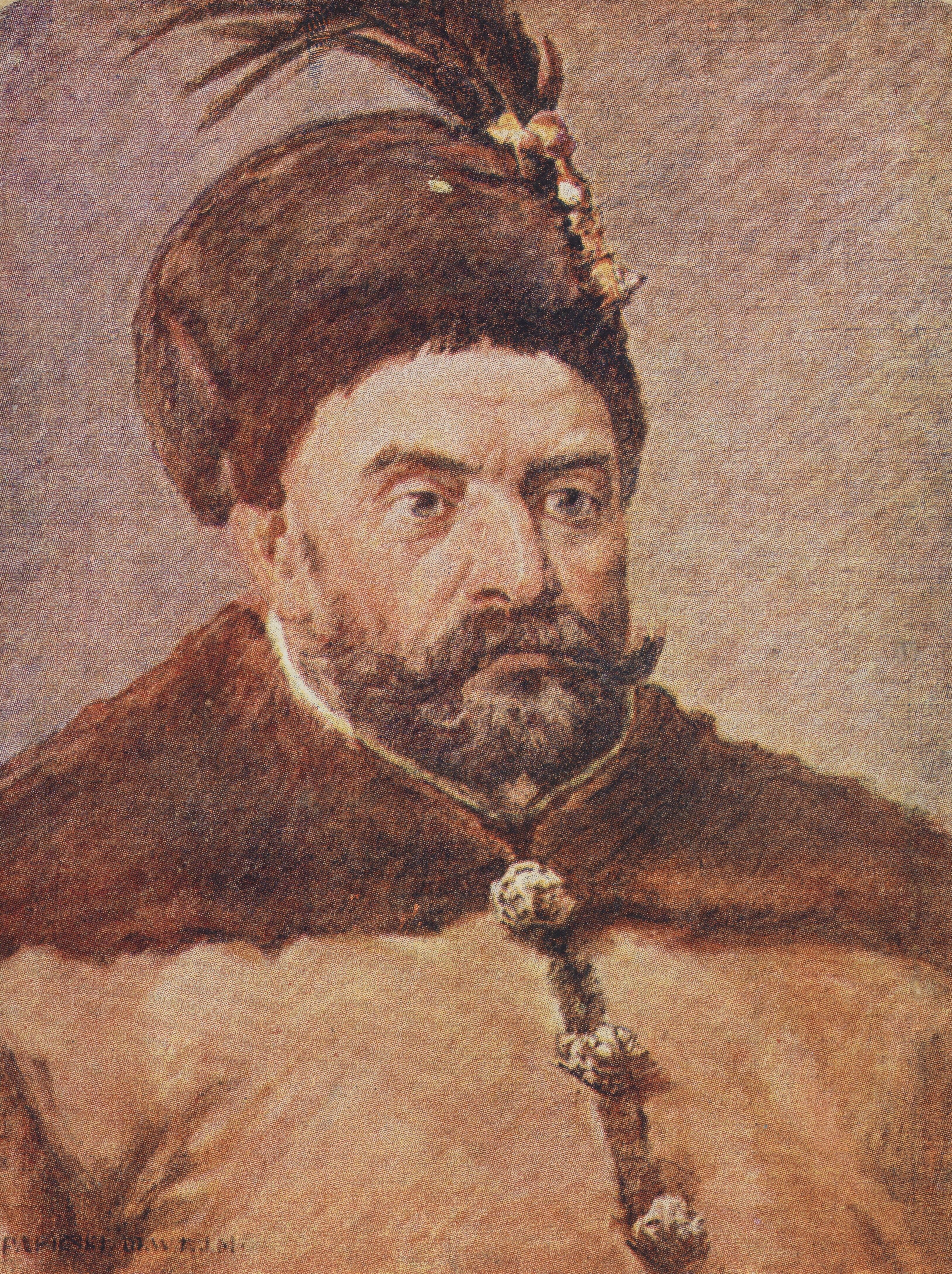
Stefano I Báthory di Polonia

Appena arrivati alle porte di Wenden, l'esercito russo cinse d'assedio la città. In breve tempo l'artiglieria russa fece breccia nel muro, ma qualche settimana più tardi, il 21 ottobre, giunse ad affrontare gli uomini dello zar un gruppo di soccorso della coalizione avversa composto da 5 500-6 000 soldati tedeschi, lituani, polacchi, transilvani, boemi, rumeni e svedesi. Il fianco destro, composto da circa 2 000 cavalieri, era comandato dall'aristocratico polacco Andrzej Sapieha, mentre il fianco sinistro vedeva 2 000 fanti svedesi agli ordini di Göran Boye.
La cavalleria russa fu la prima a cedere a seguito di una battaglia combattuta in campo aperto, dopodiché toccò ai cavalieri tartari e infine alla fanteria russa ancora trincerata a Wenden, che venne sconfitta o fatta prigioniera. Le vittime russe raggiunsero dei numeri ragguardevoli, anche se non chiari del tutto agli storici moderni, considerando anche i vari boiardi di alto rango catturati. I rapporti livoniani sulle vittime russe evidenziano cifre poco attendibili e verosimilmente gonfiate, con un proclama ufficiale intitolato Moscouische Niderlag, und Belegerung der Statt Wenden emesso a Norimberga nel 1579 e la cronaca di Balthasar Russow i quali affermavano che i russi avevano perso 6 000 uomini. Reinhold Heidenstein, un diplomatico polacco, sottolineava la non trascurabilità delle uccisioni patite da parte dei russi, senza però azzardare numericamente un totale. Un sinodik russo del XVII secolo, ovvero uno scritto dedicato ai defunti da compiangere, menzionava i nomi di 162 uomini uccisi nella battaglia, ma l'elenco non comprendeva gran parte dell'esercito. Si requisirono inoltre circa 30 macchine d'assedio e un gran numero di cavalli, circostanza che consentì a ogni membro della fanteria svedese di tornare agevolmente a Reval. I cannoni catturati dai lituani furono fatti sfilare per loro scelta attraverso Vilnius, contrariamente ai desideri degli svedesi e agli accordi precedenti statuiti tra gli alleati alla battaglia.
Con riferimento alle modalità di svolgimento della battaglia, essa si rivelò piuttosto insolita nell'ambito della guerra di Livonia, in quanto soltanto pochi scontri si combatterono in campo aperto. Di solito, sulla scia delle schermaglie combattute nei secoli passati, una delle fazioni si difendeva da una postazione quale una fortezza o un castello mentre la parte avversaria cercava di espugnarla. Inoltre, Wenden rappresentò l'unica occasione in cui la coalizione svedese-polacco-lituana collaborò sullo stesso campo di battaglia, poiché i membri dell'alleanza agirono autonomamente negli anni successivi.

## Conseguenze

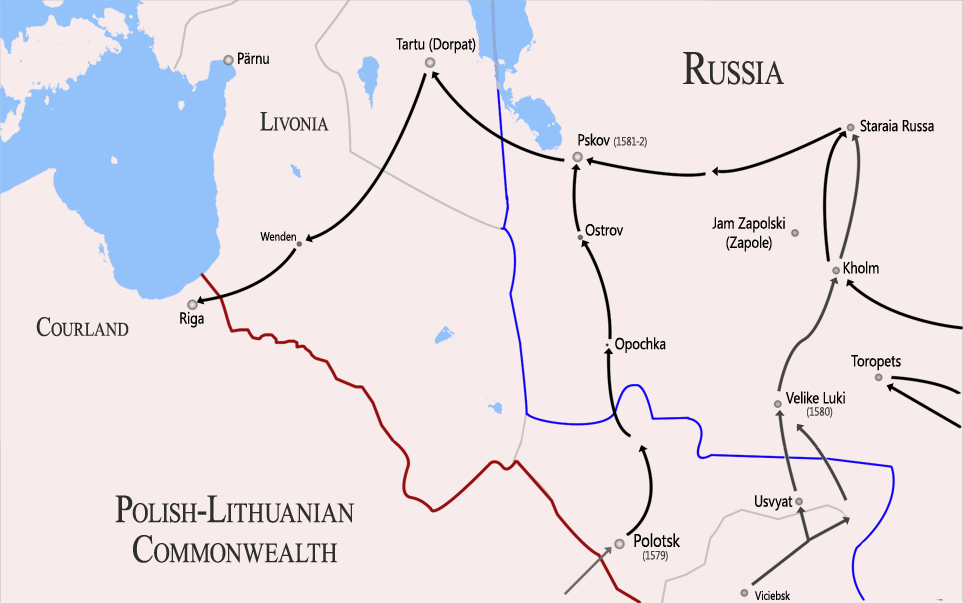
Le campagne in Livonia di Stefano Báthory (1578-1582)

La vittoria degli alleati segnò la svolta decisiva nell'andamento della prima guerra nel nord. Ivan IV fu per la prima volta gravemente sconfitto in Livonia e l'emorragia causata dalla disfatta non si arrestò da lì agli anni seguenti. La serie di ulteriori battute d'arresto ad opera dei russi spianò la strada all'assalto svedese di Narva avvenuto nel settembre 1581, durante il quale furono massacrati 6 000 dei suoi abitanti. In virtù di siffatte condizioni, Ivan decise di chiedere una pace, il cui esito si rivelò inevitabilmente sfavorevole per lui. L'armistizio di Jam Zapolski stipulato con Stefano Báthory e la pace di Pljussa sottoscritta con Giovanni III posero definitivamente fine alla prima guerra del nord, protrattasi dal 1558 al 1583.

### Esplicative
1. ↑  Presumibilmente responsabile dell'esplosione fu il nobile della Livonia Heinrich Boismann: Wolters, p. 207.
2. ↑  «Mille» secondo Frost, «migliaia» secondo Peterson.

### Bibliografiche
1. 1 2 3 4  Ericson Wolke (2015), p. 179.
2. ↑  De Madariaga (2006), pp. 315-316.
3. 1 2 3 4 5 6 7 8 9 10 11 12 13 14 15 16 17 18 19 20  Frost (2014), p. 28.
4. 1 2 3 4  Filjuškin (2008), p. 204.
5. 1 2  Cronaca di Balthasar Russow, p. 116.
6. 1 2   Sinodik sui caduti in battaglia a Wenden, su drevlit.ru. URL consultato il 6 febbraio 2022.
7. 1 2 3 4 5 6  Frost (2014), p. 27.
8. 1 2  Peterson (2014), p. 91.
9. 1 2 3 4 5 6 7 8 9  Peterson (2014), p. 93.
10. 1 2  Oakley (2005), p. 39.
11. ↑  Angermann (1972), p. 29.
12. 1 2 3 4 5 6 7 8 9 10 11 12 13  Peterson (2014), p. 94.
13. 1 2 3  Roberts (1986), p. 263.
14. 1 2  (LT) Antanaitis Kastytis, Lietuvos Kariuomenė Livonijos Karo Kampanijose 1578–1581 m., in Karo Archyvas, vol. 20, 2005,  pp. 63-64.
15. ↑  De Bello Moscovitico commentariorum, p. 36.
16. 1 2 3  Clodfelter (2017), p. 22.
17. ↑  Peterson (2014), p. 95.
18. ↑  Roberts (1986), pp. 263-264.
19. ↑  Matos Franco (2017), p. 67.
20. ↑  Roberts (1986), pp. 264-265.

### Fonti primarie
- (LA) Reinhold Heidenstein, De Bello Moscovitico commentariorum, vol. 6, Cracovia, 1584.
- Balthasar Russow, Cronaca del Baltico in fiamme. Chronica der Prouintz Lyfflandt (1584), a cura di P. Bugiani, Vocifuoriscena, 2021, ISBN 978-88-99-95945-6.

### Fonti secondarie
- (EN) Micheal Clodfelter, Warfare and Armed Conflicts: A Statistical Encyclopedia of Casualty and Other Figures, 1492-2015, 4ª ed., McFarland, 2017, ISBN 978-14-76-62585-0.
- (EN) Isabel de Madariaga, Ivan the Terrible, Yale University Press, 2006, ISBN 978-03-00-11973-2.
- (EN) Alexander Filjuškin, Ivan the Terrible: A Military History, Frontline Books, 2008, ISBN 978-18-48-32504-3.
- (EN) Robert I. Frost, The Northern Wars: War, State and Society in Northeastern Europe, 1558 - 1721, Routledge, 2014, ISBN 978-13-17-89857-3.
- (DE) Norbert Angermann, Studien zur Livlandpolitik Ivan Groznyjs, vol. 32, Amburgo, Marburger Ostforschungen, 1972, ISBN 3-87969-098-7.
- (ES) Rainer María Matos Franco, Historia mínima de Rusia, El Colegio de Mexico AC, 2017, ISBN 978-60-76-28270-0.
- (EN) Stewart P. Oakley, War and Peace in the Baltic, 1560-1790, Routledge, 2005, ISBN 978-11-34-97451-1.
- (EN) Gary Dean Peterson, Warrior Kings of Sweden: The Rise of an Empire in the Sixteenth and Seventeenth Centuries, McFarland, 2014, ISBN 978-14-76-60411-4.
- (EN) Michael Roberts, The Early Vasas: A History of Sweden 1523-1611, Cambridge University Press, 1986, ISBN 978-05-21-31182-3.
- (SV) Lars Ericson Wolke, Johan III: En biografi, Svenska Historiska Media Förlag AB, 2015, ISBN 978-91-87-03193-9.